# Naso thynnoides
A Naso thynnoides a sugarasúszójú halak (Actinopterygii) osztályának sügéralakúak (Perciformes) rendjébe, ezen belül a doktorhalfélék (Acanthuridae) családjába tartozó faj.

## Előfordulása
A Naso thynnoides az Indiai-óceánban és a Csendes-óceán nyugati felén fordul elő. Kelet-Afrikától kezdve egészen a Tuamotu-szigetekig sokfelé megtalálható. Elterjedésének az északi határát a Japánhoz tartozó Rjúkjú-szigetek, míg déli határait a Salamon-szigetek és a Nagy-korallzátony képezik.

## Megjelenése
Ez a halfaj általában 25-35 centiméter hosszú, de 40 centiméteresre is megnőhet. A hátúszóján 4 tüske és 28-30 sugár, míg a farok alatti úszóján 2 tüske és 27-29 sugár ül. A hosszúkás teste ovális alakú. A faroktő két oldalán egy-egy kiemelkedő lemezke látható. A felnőtt példánynál nem fejlődik ki a „szarv”. A háti rész és a hasi rész majdnem egyforma kiemelkedésű; tehát a hal nem púpos, mint egyes rokonai.

## Életmódja
Trópusi és tengeri hal, amely a korallzátonyokon él. 2-40 méteres mélységek között található meg, azonban általában 10 méter mélyen tartózkodik. A 22-24 Celsius-fokos vízhőmérsékletet kedveli. Magányosan vagy nagy rajokban úszik a vízalatti sziklafalak mellett; de olykor a nyílt tengerre is kiúszik. Tápláléka a zooplankton és az algák. Időnként felkeresi a Labroides-fajokat, hogy azok szabadítsák meg az élősködőktől.

## Felhasználása
A Naso thynnoidest ipari mértékben halásszák. A városi akváriumok is szívesen tartják.